# ROQ video
Formát RoQ byl původně vytvořen pro hru The 11th Hour. Později se tvůrce formátu Graeme Devine připojil k ID Software a proto je jimi tento formát hojně využíván (např. v Quake III, Return to Castle Wolfenstein, DOOM 3, atd.). Je implementován i v Quake II Evolved enginu.

## Použití
Lze jej použít jako herní video nebo jako animovaný materiál (texturu).

## Specifikace formátu
- Snímků za sekundu: 30
- Zvuk: 22050 Hz Stereo nebo Mono Wave (není nutný)
- Rozlišení:  max. 65520 x 65520
  - délka strany musí být dělitelná 16
pro použití v ID Enginech musí být strana mocninou 2 (omezení OpenGL)
Doporučené rozlišení: 1:1 512*512 nebo 4:3 512*384

RoQ je obdobný jako Cinepak kodek, ale má vyšší kvalitu jelikož užívá ITU-R BT.601.
Protože tento formát používá vektorový kvantizér, lze ho velmi rychle dekódovat, ale extrémně pomalu vytvořit.
Přestože má tento formát znatelně nižší kvalitu jako MPEG nebo Indeo Video je přednostně využíván společností ID Software, protože není chráněn žádnou licencí, není chráněn patentem a řeší problém závislosti na platformě, který mají jiné video formáty.